# Holtstamit
Das Mineral Holtstamit ist ein sehr seltenes Inselsilikat aus der Gruppe der Granate mit der Endgliedzusammensetzung Ca3Al2(SiO4)2(OH)4. Es kristallisiert im tetragonalen Kristallsystem mit der Struktur von Granat. Die rundlichen und durchsichtigen Kristalle sind von bräunlichgelber Farbe, zoniert mit manganreicheren Kernen und erreichen eine Größe von wenigen Millimetern. Die Kristalle sind oft verzwillingt mit oktaedrischen Habitus.
Holtstamit ist bislang nur in seiner Typlokalität nachgewiesen worden, der Wessels Mine, einer hydrothermal veränderten Manganlagerstätte nahe Hotazel im Kalahari Manganfeld in der Provinz Nordkap, Südafrika.

## Etymologie und Geschichte
Zuerst beschrieben wurde Holtstamit 2005 von Ulf Hålenius, Ulrich Häussermann und Hans Harrison. Sie benannten das neue Mineral nach dem schwedischen Mineralogen Dan Holtstam (* 1963) in Anerkennung seiner Arbeit über Manganlagerstätten des Långban Typs.

## Klassifikation
Die strukturelle Klassifikation der International Mineralogical Association (IMA) zählt den Holtstamit zur Granat-Obergruppe, wo er zusammen mit Henritermierit die Henritermierit-Gruppe mit 8 positiven Ladungen auf der tetraedrisch koordinierten Gitterposition bildet. Formal gehört der Monteneveit ebenfalls in diese Gruppe, obwohl er strukturell und chemisch den Mineralen der Bitikleit-Gruppe näher steht.
Bereits in der veralteten, aber noch gebräuchlichen 8. Auflage der Mineralsystematik nach Strunz gehörte der Holtstamit zur Mineralklasse der „Silikate und Germanate“ und dort zur Abteilung der „Inselsilikate (Nesosilikate)“, wo er zusammen mit Almandin, Andradit, Calderit, Goldmanit, Grossular, Henritermierit, Hibschit, Hydrougrandit, Katoit, Kimzeyit, Knorringit, Majorit, Morimotoit, Pyrop, Schorlomit, Spessartin, Uwarowit, Wadalit und Yamatoit (diskreditiert, da identisch mit Momoiit) die „Granatgruppe“ mit der System-Nr. VIII/A.08 bildete.
Die seit 2001 gültige 9. Auflage der Strunz’schen Mineralsystematik ordnet den Holtstamit ebenfalls in die Abteilung der „Inselsilikate“ ein. Diese ist weiter unterteilt nach der möglichen Anwesenheit weiterer Anionen und der Koordination der beteiligten Kationen, so dass das Mineral entsprechend seiner Zusammensetzung und seinem Aufbau in der Unterabteilung „Inselsilikate ohne zusätzliche Anionen; Kationen in oktaedrischer [6]er- und gewöhnlich größerer Koordination“ zu finden ist, wo es zusammen mit Almandin, Andradit, Calderit, Goldmanit, Grossular, Henritermierit, Katoit, Kimzeyit, Knorringit, Majorit, Momoiit, Morimotoit, Pyrop, Schorlomit, Spessartin und Uwarowit die „Granatgruppe“ mit der System-Nr. 9.AD.25 bildet. Ebenfalls zu dieser Gruppe gezählt wurden die mittlerweile nicht mehr als Mineral angesehenen Granatverbindungen Blythit, Hibschit, Hydroandradit und Skiagit. Wadalit, damals noch bei den Granaten eingruppiert, erwies sich als strukturell unterschiedlich und wird heute mit Chlormayenit und Fluormayenit einer eigenen Gruppe zugeordnet. Die nach 2001 beschriebenen Granate Irinarassit, Hutcheonit, Kerimasit, Toturit, Menzerit-(Y) und Eringait wären hingegen in die Granatgruppe einsortiert worden.
Auch die vorwiegend im englischen Sprachraum gebräuchliche Systematik der Minerale nach Dana ordnet den Holtstamit in die Klasse der „Silikate und Germanate“ und dort in die Abteilung der „Inselsilikatminerale“ ein. Hier ist er nur zusammen mit Henritermierit in der Gruppe der „Granatgruppe (Tetragonale Hydrogranate)“ mit der System-Nr. 51.04.04 innerhalb der Unterabteilung „Inselsilikate: SiO4-Gruppen nur mit Kationen in [6] und >[6]-Koordination“ zu finden.

## Chemismus
Holtstamit ist das Al-Analog von Henritermierit und die empirische Zusammensetzung aus der Typlokalität ist
[X]Ca3[Y](Al0,96Mn3+0,68Fe3+0,37)[Z]Si2□O8(OH)3,96.
Holtstamit bildet eine Mischkristallreihe mit Henritermierit entsprechend der Austauschreaktion
- [Y]Al3+ = [Y]Mn3+

und mit einem bislang nicht als eigenständiges Mineral gefundenen [Y]Fe3+-Hydrogranat
- [Y]Al3+ = [Y]Fe3+

Die Silizium- und OH-Gehalte variieren entsprechend der Substitution
- [Z]Si4+O4 = [Z]□OH4

Mn3+ ist ein Ion mit starkem Jahn-Teller-Effekt und bevorzugt eine verzerrte Umgebung mit Anionen. So stabilisiert Mn3+ die tetragonale Symmetrie gegenüber der ansonsten kubischen Symmetrie der Granatstruktur. Daher wird angenommen, dass Mn-freier Holtstamit nicht existiert. Ohne Mangan wäre die Verbindung Ca3Al2Si2□O8(OH)4 möglicherweise kubisch und dann ein Grossular-Katoit-Mischkristall.

## Kristallstruktur
Holtstamit kristallisiert mit tetragonaler Symmetrie in der Raumgruppe I41/acd (Raumgruppen-Nr. 142) und den Gitterparametern a = 12,337 Å und c = 11.930 Å sowie 8 Formeleinheiten pro Elementarzelle.
Die Struktur ist die von Granat, wobei in der tetragonalen Symmetrie die X- und Z-Positionen in zwei kristallographisch unterschiedliche Positionen aufgespalten sind. Calcium (Ca2+) besetzt die zwei dodekaedrisch von 8 Sauerstoffen umgebenen X-Positionen, Aluminium (Al3+) die oktaedrisch von 6 Sauerstoffen umgebene Y-Position und die tetraedrisch von 4 Sauerstoffen umgebenen Z-Positionen sind zu 2/3 mit Silicium (Si4+) besetzt.

## Bildung und Fundorte
Holtstamit ist bislang nur in seiner Typlokalität, der Wessels Mine nahe Hotazel im Kalahari Manganfeld in der Provinz Nordkap, Südafrika nachgewiesen worden. Er bildete sich hier in Kalksilikatskarnen bei der Metasomatose von Kalksteinen durch manganreiche hydrothermale Lösungen und tritt zusammen mit Mn-reichem Vesuvianit, Calcit und Henritermierit auf.